# Jean-Claude Crevoisier
Jean-Claude Crevoisier, né le 8 août 1938 à Delémont, est une personnalité politique suisse, membre du parti socialiste autonome du Jura Sud.

## Biographie
Ingénieur de profession, il participe en 1966 à la création à Delémont d’un comité d’aide pour le Vietcong. La même année, il participe à la fondation des Jeunesses socialistes jurassiennes dont il assure la présidence. Dès 1968, il dirige le Service d’urbanisme et des travaux publics de la ville de Moutier. Favorable au séparatisme jurassien, il rejoint le Rassemblement jurassien. Après la création du canton du Jura, le conseiller national socialiste Pierre Gassmann entre au Conseil des États et Jean-Claude Crevoisier le remplace au Conseil national fin 1978. Il conserve son siège lors des élections de 1979. Au Parlement, il continue de défendre le rattachement du Sud-Jura au canton du Jura, engendrant une passe d’armes en mars 1979 avec le conseiller fédéral Kurt Furgler lorsque ce dernier traite de « bêtises » les thèses de Jean-Claude Crevoisier. 15 000 signatures sont alors récoltées dans le cadre d’une pétition pour demander à Kurt Furgler de retirer ses propos. En fin de législature, il annonce sa démission du groupe parlementaire socialiste, en effet, face à l’impossibilité pour lui d’adhérer au parti socialiste du Jura Bernois (anti-séparatiste), il opte pour une candidature sur la liste du Parti socialiste autonome du Sud du Jura pour les élections d'octobre 1979. Nettement réélu, il rejoint alors le groupe d'extrême-gauche composé des députés des Organisations progressistes de Suisse, du Parti socialiste autonome tessinois et du Parti suisse du travail.
Il n’est pas réélu en 1983.